# Róth Miksa Emlékház
A Róth Miksa Emlékház és Gyűjtemény a magyar üvegfestészet és mozaikművészet kiemelkedő alkotójának 1911 és 1944 közötti lakóházának és alkotóműhelyének épületeiben helyezkedik el.

## Az épület története
A Nefelejcs utca 26. szám alatti épület eredetileg Gelb Sámuel bútorgyárosé volt. Róth Miksa 1911-ben vásárolta meg, majd Pecz Samu tervei alapján építtette át. Ekkor emelték a belső udvarban a három szintes épületet a műhelyek számára.
Az épületek a második világháború során előbb német, majd szovjet katonai térképészeti irodának adtak helyet. 1948-tól a Honvéd Petőfi Akadémia működött itt, ahol politikai tiszteket képeztek a Magyar Néphadsereg számára. Az épület egyre jobban leromlott, az Országos Szakipari Vállalat műhelye lett, aztán szükséglakásként szolgált. Az utcai épület emeleti részén, három szobát hagytak meg az államosítás után Róth Miksa özvegyének, Walla Jozefának valamint Erzsébet, Amália és József nevű gyermekeinek.
A család a rendszerváltás után, részben Ráday Mihály közbenjárására, az apa hagyatékát Erzsébetvárosnak ajándékozta, hogy szülőházukból Róth Miksa Emlékház nyíljék. A múzeum hosszas munka után 1999 novemberében nyílt meg a látogatók számára.

## A múzeum
Az utcai épület első emeletén két állandó kiállítást alakítottak ki: a lakásmúzeumot és Róth Miksának a család birtokában maradt legfontosabb üvegfestményei illetve mozaik alkotásai láthatók itt. A ház tetőterében a múzeum kisegítő helyiségeit alakították ki, irodák, műtárgy-raktár, restaurátor-műhely kapott itt elhelyezést. A földszinten pedig 2005 szeptemberében nyílt meg az időszaki kiállítások terme, valamint a Róth Miksa egykori dolgozószobájából kialakított „Róth Szalon”.
Az udvari épület, az egykori alkotóműhely emeletén 2015 őszén Róth Miksa tanítványainak és követőinek műveiből látható kiállítás.

## Galéria

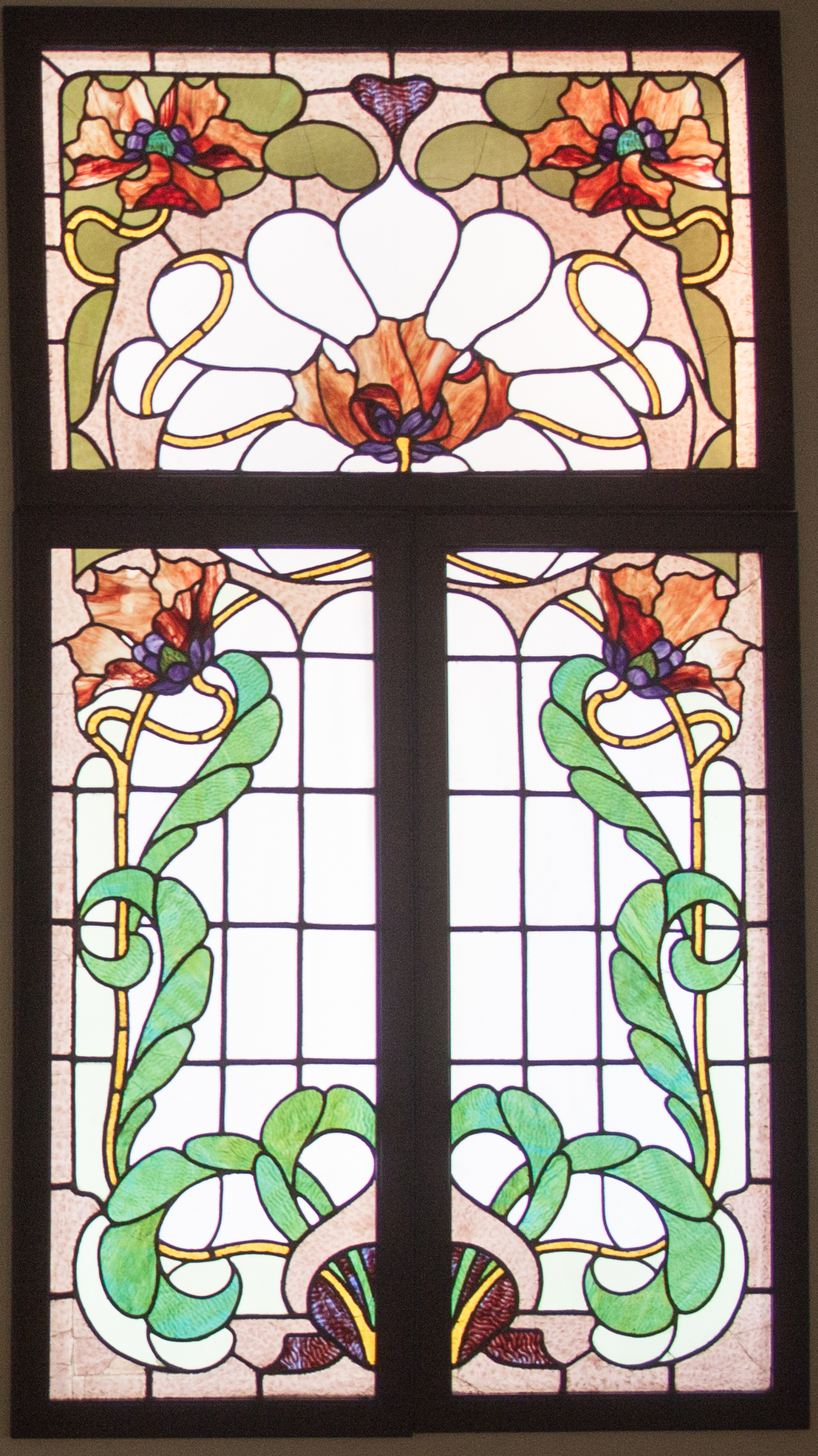
Felülvilágítós ablak, 1900
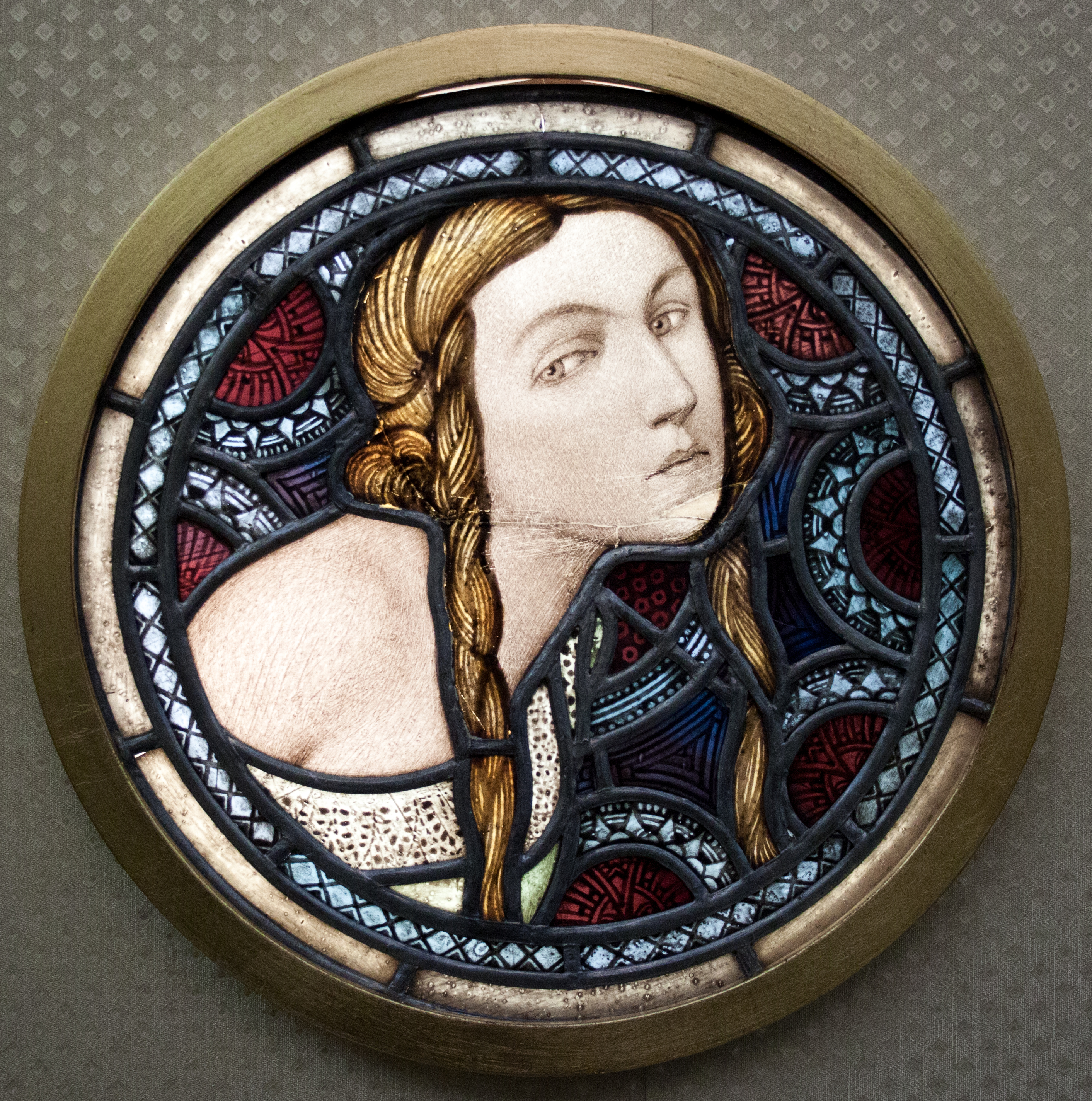
Leányfej, Nagy András terve alapján, 1910
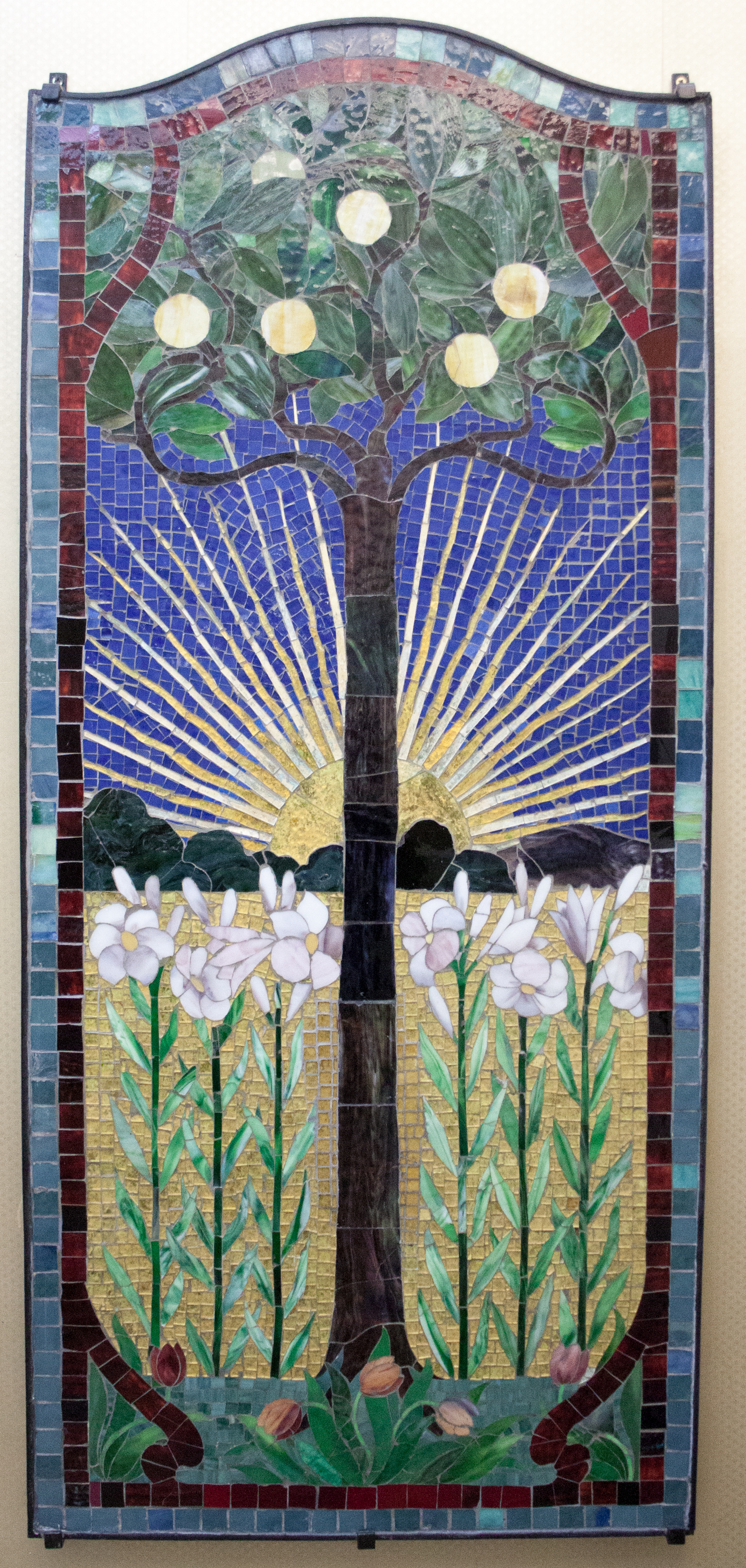
Napkelte, mozaik, 1898
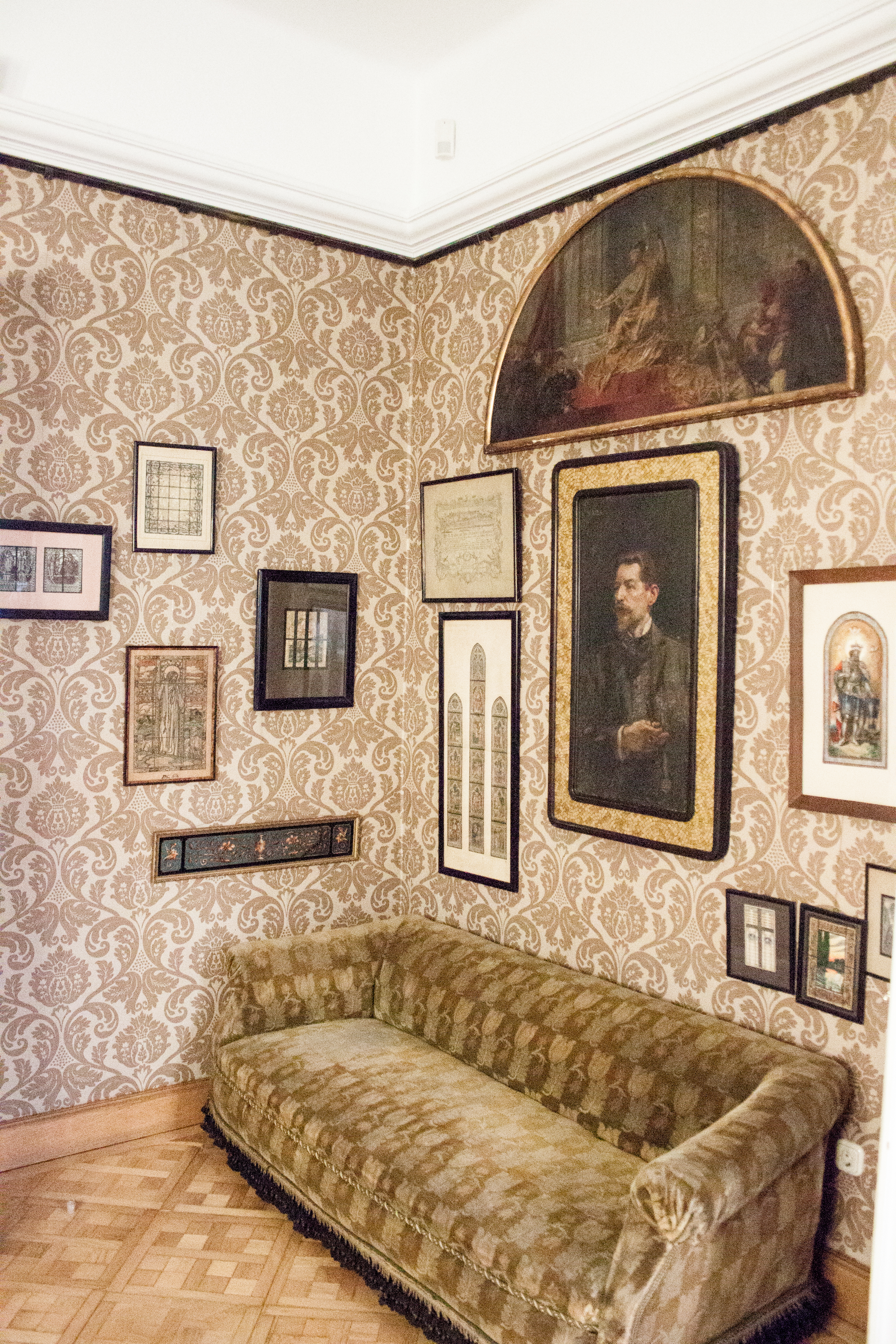
A lakásmúzeum részlete